# Centaurea bingoelensis
Centaurea bingoelensis (волошка бінгьольська) — вид рослин роду волошка (Centaurea), з родини айстрових (Asteraceae). Етимологія: видовий епітет походить від назви міста Бінгьоль.

## Біоморфологічна характеристика
Це багаторічна трава 30–50 см, здерев'яніла біля основи, з кореневищем, 1–2 стеблами, стебла прості, циліндричні, жовтувато-зелені, запушені, нерозгалужені, густолисті. Листя з притиснутими волосками, середня жилка чітка й білувата, край цілий. Базальні листи 12–14 × 6–9 см, широко довгасті або яйцеподібні, клиноподібні або усічені в основі, ніжки листів завдовжки 3–11 см. Серединні та верхні листки сидячі. Серединні листки більші за базальних, від широко еліптичних до довгастих 10–28 × 6–13 см, верхні менші. Квіткові голови поодинокі на кінці гілок 5,5 × 4.5 см. Квіточки жовті, віночок завдовжки 32–35 мм. Сім'янки зворотно-яйцеподібні, 7–8 × 3.5–4 мм, коричневі. Папус простий, стійкий, довший за сім'янку, спочатку пурпуруватий, пізніше коричневий, завдовжки 15–18 мм. Період цвітіння: червень і липень; період плодоношення: липень і серпень.

## Середовище проживання
Ендемік відомий з двох місцевостей у східній Анатолії, Туреччина. Вид росте в субальпійському степу провінції Бінгьоль, на висотах 1900–2050 м на кам'янистих схилах.